# Nederlandse kampioenschappen schaatsen afstanden 2009 - 5000 meter vrouwen
De Nederlandse kampioenschappen schaatsen afstanden 2009 - 5000 meter vrouwen worden gehouden op zondag 2 november 2008. Er zijn vijf plaatsen te verdelen voor de Wereldbeker schaatsen 2008/09. Renate Groenewold 6e op het WK heeft een beschermde status voor haar volstaat een plaats bij de eerste acht voor deelname aan de wereldbeker. Titelverdedigster is Gretha Smit die de titel pakte tijdens de Nederlandse kampioenschappen schaatsen afstanden 2008

## Statistieken

### Uitslag
| #      | Schaatser              | Tijd       |
| ------ | ---------------------- | ---------- |
| Goud   | Renate Groenewold      | 7.04,00    |
| Zilver | Gretha Smit            | 7.08,83    |
| Brons  | Lisette van der Geest  | 7.13,86 PR |
| 4      | Elma de Vries          | 7.15,13 PR |
| 5      | Annouk van der Weijden | 7.19,32 PR |
| 6      | Marja Vis              | 7.19,41    |
| 7      | Diane Valkenburg       | 7.24,08    |
| 8      | Jorien Voorhuis        | 7.28,53    |

### Loting
| Rit | Binnenbaan            | Buitenbaan             |
| --- | --------------------- | ---------------------- |
| 1   | Marja Vis             | Jorien Voorhuis        |
| 2   | Diane Valkenburg      | Annouk van der Weijden |
| 3   | Renate Groenewold     | Gretha Smit            |
| 4   | Lisette van der Geest | Elma de Vries          |

- Volledig Loting (pdf-formaat)[dode link]

1987 · 
1988 · 
1989 · 
1990 · 
1991 · 
1992 · 
1993 · 
1994 · 
1995 · 
1996 · 
1997 · 
1998 · 
1999 · 
2000 · 
2001 · 
2002 · 
2003 · 
2004 · 
2005 · 
2006 · 
2007 · 
2008 · 
2009 · 
2010 · 
2011 · 
2012 · 
2013 · 
2014 · 
2015 · 
2016 · 
2017 · 
2018 · 
2019 · 
2020 · 
2021 · 
2022 · 
2023 · 
2024 · 
2025